# كوليوفورا جوتيفيريلا
```
كوليوفورا غوتيفيريل
 هي نوع من 
الفراشات
 الصغيرة التي تنتمي إلى فصيلة كوليوفوريدي من عائلة 
حاملات الأكياس
، وهي نوع منتشر في 
ليبيا
 تشتهر هذه الحشرة بتغذيتها على الأوراق، حيث تقوم ببناء بيوضها في أغشية الأوراق وتلتهمها أثناء مرحلة اليرقات. يعتبر العديد من أنواع الكوليوفورا غوتيفيريلا ضارة للمحاصيل الزراعية والنباتات الزينة، حيث تتسبب في تلف الأوراق وتقلل من قيمتها التجارية.
```